# 辽宁庄河千人下跪事件

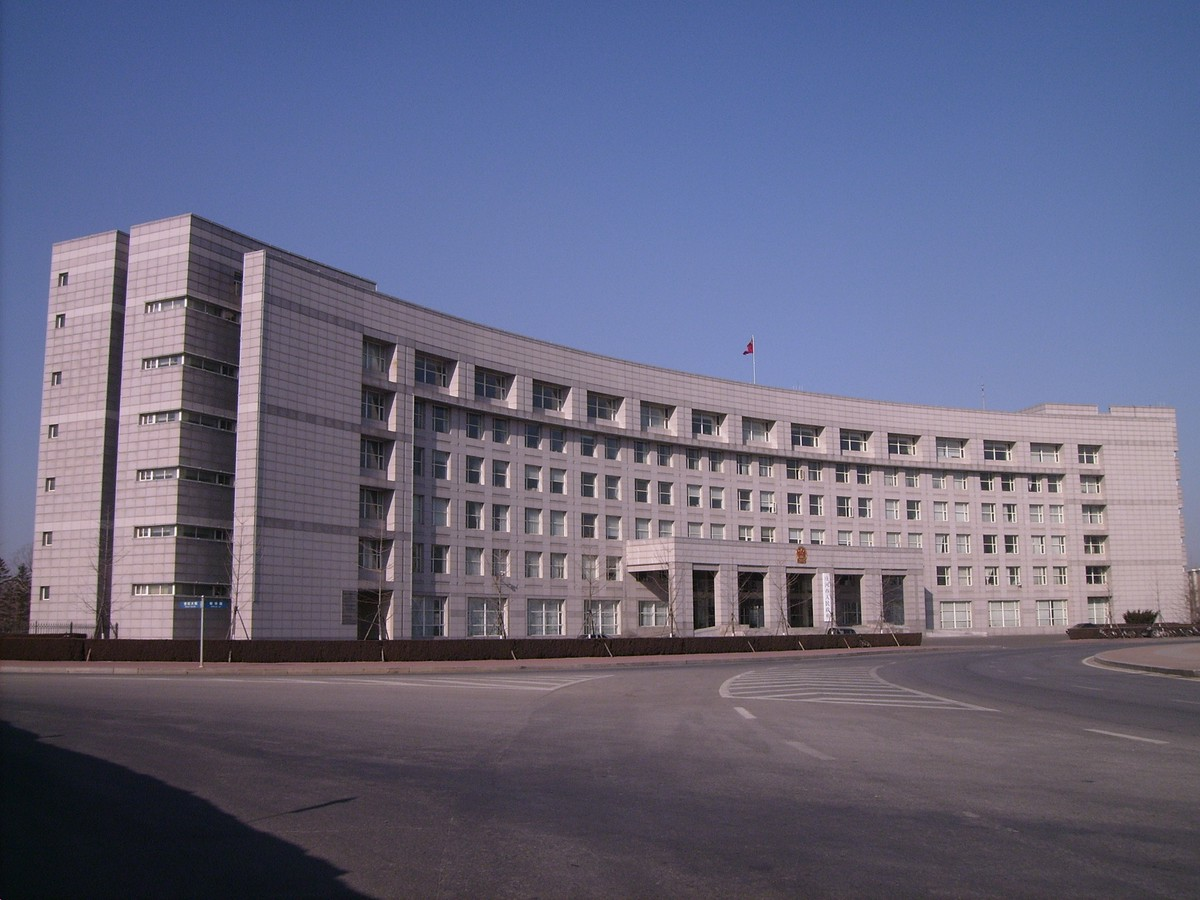
事件发生地——庄河市政府

辽宁庄河千人下跪事件是2010年4月发生在辽宁省大连市辖下的县级市庄河市的一起群体性事件。

## 起因

### 远因
事件发源地是庄河市区以南的海洋社区（原为海洋村），全村1320户，5300多口人。该村历来以赶海为主要经济来源，然而20世纪末由于滩涂退化及赤潮等影响，海产品减产，海洋村经济衰退。1999年末，刘庆连担任村委会主任及村党支部书记，使全村经济迅猛发展；但由于财富分配不公，贫富差距拉大，加之村务财政、重大决策上长期严重缺乏透明度，民怨开始积聚。

### 近因
2009年起，海洋村集体的山岭被出售，部分土地也被庄河市土地储备中心征用。当年年底，部分村民从外界得知国家对征收的土地发放土地补偿款，便开始打探本村的补偿情况，然而至2010年3月下旬村委会仍然毫无音讯，致使部分村民怀疑款项被挪用。

## 经过

### 前奏
4月上旬，有三十多名村民因要求村委会公开账目无果，故去市政府寻求答复，之后又有多次村民上访，人数逐渐增多，均无果。

### 跪求
4月13日上午，大批村民去往市政府，恰巧邻村龙王庙村村民因反映村领导层经济问题正好也在市政府门前，导致市政府门前人员拥挤。上午9时许，庄河市副市长金晓黎曾出面劝村民离开，但村民要求其对补偿款问题当场给出明确答复，金晓黎回答不上来，村民又要求市长孙明出面，但市长一直未能出现。之后，部分老年村民突然下跪，随后妇女和少数男村民随之下跪。直到傍晚时群众才散去。经确认，事发时市长在政府大楼内。

## 后续
事发时媒体并未披露，16日仍然有村民上访，并发生小规模冲突。直到此次事件的照片后来在网上流传才引起广泛注意。4月24日，大连市委、市政府责令庄河市委副书记、市长孙明辞职。4月28日，庄河市第五届人大常委会第十五次会议决定接受孙明辞去庄河市市长职务的请求，同时任命骆东升为庄河市副市长、代理市长。4月29日，国家土地督察沈阳局派出督察组进行调查，村干部刘庆连已被停职接受纪委调查，专门工作组已进驻海洋村处理相关问题。但由于村账务支出仍未完全公开，部分村民对调查仍然存疑。